# 北海道室蘭東翔高等学校
北海道室蘭東翔高等学校（ほっかいどうむろらんとうしょうこうとうがっこう、Hokkaido Muroran Tosho High School）は、北海道室蘭市にある公立（道立）の高等学校である。

## 概要

### 設置学科
- 全日制課程
  - 総合学科

### 校訓
- 至誠 日日新（ひびあらたなり）
  - 旧室蘭商業高等学校の校訓「至誠」と、旧室蘭東高等学校の「日日新」を合わせたものである。

### 校歌
作曲者は、作曲家・ピアニストとして、現在（2007年）東京を拠点に活動している東京音楽大学教授の土田英介。

## 沿革
- 2006年4月 - 北海道室蘭東高等学校と北海道室蘭商業高等学校を統合し、旧北海道室蘭東高等学校の校舎を現状のまま利用することにより開校。

### 旧・北海道室蘭東高等学校

#### 年表
- 1963年4月 - 開校。
- 2006年3月24日 - 閉校式を挙行する。
- 2006年4月 - 北海道室蘭商業高等学校と統合し、北海道室蘭東翔高等学校が開校。
  - 旧所在地:〒050-0072 北海道室蘭市高砂町4丁目35-1

## 交通アクセス
- JR鷲別駅より徒歩約15分
- 道南バス「東翔高校前」

## 著名な出身者

### 旧・北海道室蘭東高等学校

#### 政治
- 児玉智明　(室蘭市議会議員・元室蘭市議会議長・同窓会長)
- 齋藤和(新左翼活動家、東アジア反日武装戦線)
- 桜井忠（元苫小牧市市長）

#### 文化
- 相原コージ（漫画家）
- おみむらまゆこ（声優）
- 久田恵（ノンフィクション作家）
- 吉田健一（吉田兄弟、三味線奏者）
- 吉田健一（吉田兄弟、三味線奏者）
- 米澤りあ（タレント）

#### スポーツ
- 飯塚高史（新日本プロレスプロレスラー）
- 西島恭平（格闘家）